# Чуманка
Чуманка — заброшенное село в Баевском районе Алтайского края России. Входила в состав Плотавского сельсовета.

## История
Село Чуманка (Вершинка) было основано в 1746 году. В 1928 году в деревне функционировали школа, телефон, 2 лавки, имелось 516 хозяйств, проживало 2615 человек. В административном отношении Чуманка являлась центром сельсовета Баевского района Каменского округа Сибирского края. В 2021 году в Чуманке не проживает не одного человек и это село является заброшенным. Летом 2021 года в селе произошёл пожар все старые дома сгорели и теперь в деревне осталась одно кладбище и руины от старых сооружений.

## География
Село находится в северо-западной части края, в лесостепной приобской зоне, на левом берегу реки Чуман (правый приток Кулунды) в 31 км к северо-западу от села Баево, административного центра района.
Средняя температура января −18,7 °C, июля — +19,4 °C. Годовое количество осадков — 330 мм.
Имеется тупиковая подъездная дорога со стороны села Плотава (от автодороги Камень-на-Оби — Баево).

## Население
| 1926 | 1997 | 1998 | 1999 | 2000 | 2001 | 2002 |
| ---- | ---- | ---- | ---- | ---- | ---- | ---- |
| 2615 | ↘397 | ↘394 | ↘382 | ↗384 | ↘364 | ↘351 |
| 2003 | 2004 | 2005 | 2006 | 2007 | 2008 | 2009 |
| ↘343 | ↘314 | ↘298 | ↘288 | ↘282 | ↘276 | ↘258 |
| 2010 | 2011 | 2012 | 2013 |      |      |      |
| ↘224 | ↘223 | ↘215 | ↘193 |      |      |      |

Согласно результатам переписи 2002 года, в национальной структуре населения русские составляли 90 % остальные немцы и другие славянские меньшинства.
По состоянию на 2021 год (переписи 2021 года) в селе никто не проживает, села фактически уже нет, так как там прошёл пожар.